# 八上城の戦い (1578年)
八上城の戦い（やかみじょうのたたかい）は、天正6年（1578年）9月から天正7年（1579年）6月にかけて行われた織田氏と波多野氏の合戦。織田信長の命を受けた明智光秀が第二次丹波攻めを進める中で、波多野秀治の籠る八上城を包囲した。

## 合戦までの経緯
天正3年（1575年）6月、明智光秀は織田信長の命により、信長に従わない内藤氏・宇津氏の誅罰のため丹波に入った。同年8月、光秀は越前攻めへと向かい（越前一向一揆）、10月には氷上郡黒井城（丹波市）の荻野氏・赤井氏を攻めるため再度丹波に出陣した。光秀は11月半ばまでには黒井城を包囲し、周囲12、3か所に陣を置いている。この時、多紀郡八上城（丹波篠山市）の波多野秀治を含め、丹波国衆の過半が光秀に味方している状態であったが、翌天正4年（1576年）1月、波多野秀治が突如裏切り、光秀は退却（第一次黒井城の戦い）。光秀による第一次丹波攻略は失敗に終わった。
天正4年（1576年）4月より、光秀は大坂本願寺攻めに携わるが（石山合戦）、その一方で、天正5年（1577年）1月晦日、光秀は小畠永明や長沢又五郎らに「亀山惣堀」の普請を命じており、丹波の拠点となる亀山城（亀岡市）の築城を開始していた。
同年10月29日、光秀は多紀郡の入り口に当たる籾井城（丹波篠山市）に手勢を送り、11月17日には籾井両城（籾井城と安口城）を落城させ、多紀郡内の城11か所を落とした。これにより多紀郡に残る敵方の城は荒木氏の城と波多野氏の城の2城のみになったと光秀は書状に記す。
天正6年（1578年）3月、細川藤孝が信長より氷上郡、多紀郡への道を整備するよう命じられており、前線基地となる亀山城の築城と合わせ、第二次丹波攻略への条件が整えられていった。
同年4月10日、光秀は滝川一益、丹羽長秀とともに荒木氏綱の荒木城（細工所城、丹波篠山市）を落城させる。
4月29日より光秀は播磨に出陣しているが、この間、丹波では波多野秀治が赤井忠家・荻野直信とともに光秀の支配地域に攻め込み、勝利を収めたという。赤井氏・荻野氏は織田方と一時和睦していたが、この年の3月に赤井氏当主の忠家の叔父である荻野直正が死去したこともあってか、再び敵対するようになっていた。
この後播磨攻めが一段落すると、天正6年（1578年）9月、光秀は八上城攻めへと取り掛かった。

## 八上城の戦い
天正6年（1578年）のものと考えられる9月13日付の書状で、翌14日に亀山に着陣し、18日に八上城背後の山に陣取ると光秀は記している。また、赤井氏・荻野氏の黒井城と波多野氏の八上城との連携を阻止するため、氷上郡と多紀郡の境に金山城（丹波篠山市・丹波市）を築いた。
同年10月21日、摂津国有岡城（伊丹市）の荒木村重が謀叛を起こすと、光秀はその糾問のための使者の1人として村重のもとに赴き、村重の叛意が明らかになるとそれを攻める軍勢に加わるなどした。光秀は村重が波多野氏と手を組むことを警戒しており、村重家臣の三田城主・荒木重堅が八上城への援軍に来た場合、三宅秀満（明智秀満）を亀山に派遣すると小畠永明に伝えている。11月14日には、光秀の留守をついて、波多野方から明智方に攻撃が仕掛けられていた。
12月21日に八上城攻めへと戻った光秀は、八上城の周囲に堀や柵を何重も設け、厳重な包囲を築いた。これにより、9月頃から進められていた八上城への付城構築がほぼ完成し、有岡城攻めや三木城攻めと同様、徹底した兵糧攻めが行われることとなった。
これに対して、天正7年（1579年）1月26日以前、波多野方は籠山（ロウ山）の付城を襲撃し、明智方の小畠永明が戦死している。小畠永明は光秀より明智姓を与えられており、光秀から信頼される武将だった。
波多野秀治は2月晦日付で兵庫屋惣兵衛に対して徳政の免除などをしており、また摂津から八上城に兵糧が送られたとの伝承もあり（『摂陽群談』・『丹波志』）、八上城には外部から兵糧が運び込まれていた可能性がある。
しかし、八上城攻めは順調に進んだと考えられる。4月4日付光秀書状によると、城中からは助命・退城の懇望が繰り返し届き、4、500人が餓死して、生きて出てきた者も青くむくんでいたという。
籠城途中で八上城から退城した波々伯部氏の家系の記録には、籠城中に食糧が尽き困窮すると、城主の波多野氏を捕らえて降参すべきだと内談する者が現れ、同士討ちが生じたとある。
5月5日、八上城の支城である氷上城（丹波市）が落城し、城主の波多野宗長・宗貞父子が自害したとみられる（『兼見卿記』）。
5月6日、光秀は小畠永明に代わり八上城攻めに加わっていた永明の兄・常好らに対し、「城中調略」を進めたためまもなく本丸が焼け崩れると伝え、その際も持ち場を離れぬよう厳命している。
6月1日、八上城は開城した。この時、波多野方の400人余名が討死し、光秀麾下の明智秀慶（佐竹宗実）兄弟が負傷している（『兼見卿記』）。 『信長公記』によると、食べる物のなくなった城兵が了簡も尽き果てて無体に出てきたところを悉く斬り捨て、「調略」により「波多野兄弟三人」を捕らえたという。この調略は波多野秀治兄弟への開城交渉とも、波多野兄弟を捕らえて差し出すよう城内に働きかけたものとも考えられる。
この後、波多野兄弟（秀治・秀尚・秀香）は安土へと送られ、6月8日に処刑された。

## 戦後の状況
八上城を落城させ多紀郡を制圧すると、光秀は氷上郡の黒井城攻略に向け、氷上郡全域に軍勢を派遣した。
その一方で、7月19日、光秀は宇津氏の宇津城（京都市）を攻略。丹後近くの天田郡鬼ヶ城（福知山市）への攻撃も開始した。
同年8月9日、光秀は赤井氏・荻野氏の黒井城を落城させ、9月下旬には黒井城近くの国領城（三尾山城、丹波市）を落城させた。これと並行して細川藤孝が丹後攻略を進めており、10月24日、光秀は丹波・丹後の平定を安土の織田信長に報告した。この後、丹波は光秀が支配することとなるが、天正10年（1582年）6月の本能寺の変とその後の敗死によりその支配は終わりを迎えた。